# Technisches Kolleg Vilnius
Das Technische Kolleg Vilnius (lit. Vilniaus technikos kolegija) war eine staatliche Hochschule in der litauischen Hauptstadt Vilnius.

## Geschichte
1922 gründete der Verein für Technik Vilnius (Vilniaus technikos draugija) eine technische Schule am Žygimantas-Augustas-Gymnasium. 1926 gab es die ersten Absolventen (Mechaniker und Techniker der Wasserstraßen). 1927 errichtete man eine Melioration-Abteilung und 1930 Elektrotechnik-Abteilung.
1939 wurde die Schule zum Technikum und 1947 zum Polytechnikum.
Von 1951 bis 1960 gab es Technikum für Mechanisation der Landwirtschaft (Žemės ūkio mechanizacijos technikumas).  1966 wurde ein Studentenwohnheim gebaut. Bis 1989 gab es insgesamt 20.000  diplomierte Techniker. 1991 wurde das Politechnikum zur Vilniaus aukštesnioji technikos mokykla und 2002 zum Technischen Kolleg Vilnius.  2008 wurde das Kolleg zur Fakultät für Technik des Kollegs für Bau und Design Vilnius. Dieses Kolleg ist seit dem 1. September 2008 Kolleg für Technologien und Design Vilnius (Vilniaus technologijų ir dizaino kolegija).